# Arrivismo
L'arrivismo è una forma estrema di competizione e auto-competizione intesa in ambito professionale, politico, e scolastico come esagerata ambizione di carriera tesa al raggiungimento dello status sociale. 

## Tipologie
La differenza tra arrivismo e determinazione sta nel concetto di meritocrazia, che è alla base della filosofia della persona determinata; tale concetto è completamente opposto per l'arrivista, la cui base filosofica è il cinismo. All'arrivista non interessa il rispetto degli altri e per gli altri; per lui gli altri non sono degni di rispetto, ed ogni mezzo è lecito per scavalcarli. 
La forma più basilare di arrivismo è definita servilismo: una bella rappresentazione di questo carattere psicologico si trova nell'opera teatrale di Gogol' "Il revisore". Una declinazione in termini diversi, che si giova nella mobilità sociale delle società democratiche occidentali, è invece quella dell'arrampicatore sociale, del quale diede una descrizione letteraria Balzac con il personaggio di Rastignac.